# National Book Awards
Les National Book Awards sont l'une des distinctions littéraires les plus prestigieuses des États-Unis. Décernées pour la première fois en 1950, elles sont remises chaque année aux écrivains américains pour récompenser une de leurs œuvres publiées l'année précédente.

## Liste des lauréats

### Fiction
- 1950 : Nelson Algren pour L'Homme au bras d'or
- 1951 : William Faulkner pour The Collected Stories of William Faulkner
- 1952 : James Jones pour Tant qu’il y aura des hommes
- 1953 : Ralph Ellison pour Homme invisible, pour qui chantes-tu ?
- 1954 : Saul Bellow pour Les Aventures d'Augie March
- 1955 : William Faulkner pour Parabole
- 1956 : John O'Hara pour 10, rue Frederick
- 1957 : Wright Morris pour The Field of Vision
- 1958 : John Cheever pour Les Wapshot
- 1959 : Bernard Malamud pour Le Tonneau magique
- 1960 : Philip Roth pour Goodbye, Columbus
- 1961 : Conrad Richter pour The Waters of Kronos
- 1962 : Walker Percy pour Le Cinéphile
- 1963 : J. F. Powers pour Morte D'Urban
- 1964 : John Updike pour Le Centaure
- 1965 : Saul Bellow pour Herzog
- 1966 : Katherine Anne Porter pour The Collected Stories of Katherine Anne Porter
- 1967 : Bernard Malamud pour L'Homme de Kiev
- 1968 : Thornton Wilder pour The Eighth Day
- 1969 : Jerzy Kosinski pour Des Pas
- 1970 : Joyce Carol Oates pour Eux
- 1971 : Saul Bellow pour La Planète de M. Sammler
- 1972 : Flannery O'Connor pour The Complete Stories of Flannery O'Connor
- 1973 : John Barth pour Chimera
- 1973 : John Edward Williams pour Augustus
- 1974 : Thomas Pynchon pour L'Arc-en-ciel de la gravité
- 1974 : Isaac Bashevis Singer pour La Couronne de plumes et autres nouvelles
- 1975 : Robert Stone pour Les Guerriers de l'enfer
- 1975 : Thomas Williams pour The Hair of Harold Roux
- 1976 : William Gaddis pour JR
- 1977 : Wallace Stegner pour Vue cavalière
- 1978 : Mary Lee Settle pour Blood Tie
- 1979 : Tim O'Brien pour À la poursuite de Cacciato
- 1980 : William Styron pour Le Choix de Sophie
- 1980 : John Irving pour Le Monde selon Garp
- 1981 : Wright Morris pour Plains Song
- 1981 : John Cheever pour The Stories of John Cheever
- 1982 : John Updike pour Rabbit est riche
- 1982 : William Maxwell pour À demain
- 1983 : Alice Walker pour La Couleur pourpre
- 1983 : Eudora Welty pour Collected Stories of Eudora Welty
- 1984 : Ellen Gilchrist pour Victory Over Japan: a Book of Stories
- 1985 : Don DeLillo pour Bruits de fond
- 1986 : E. L. Doctorow pour L'Exposition universelle
- 1987 : Larry Heinemann pour Paco, son histoire
- 1988 : Pete Dexter pour Cotton Point
- 1989 : John Casey pour Spartina
- 1990 : Charles R. Johnson pour Le Passager (Middle Passage)
- 1991 : Norman Rush pour Accouplement (Mating)
- 1992 : Cormac McCarthy pour De si jolis chevaux (All the Pretty Horses)
- 1993 : Annie Proulx pour Nœuds et Dénouement (The Shipping News)
- 1994 : William Gaddis pour Le Dernier Acte (A Frolic of his Own)
- 1995 : Philip Roth pour Le Théâtre de Sabbath (Sabbath's Theater)
- 1996 : Andrea Barrett pour Fièvre (Ship Fever and Other Stories)
- 1997 : Charles Frazier pour Retour à Cold Mountain (Cold Mountain)
- 1998 : Alice McDermott pour Charming Billy (Charming Billy)
- 1999 : Ha Jin pour La Longue Attente (Waiting)
- 2000 : Susan Sontag pour En Amérique (In America)
- 2001 : Jonathan Franzen pour Les Corrections (The Corrections)
- 2002 : Julia Glass pour Jours de juin (Three Junes)
- 2003 : Shirley Hazzard pour Le Grand Incendie (The Great Fire)
- 2004 : Lily Tuck pour Paraguay (The News from Paraguay)
- 2005 : William T. Vollmann pour Europe centrale (Central Europe)
- 2006 : Richard Powers pour La Chambre aux échos (The Echo Maker)
- 2007 : Denis Johnson pour Arbre de Fumée (Tree of Smoke)
- 2008 : Peter Matthiessen pour Shadow Country (non traduit)
- 2009 : Colum McCann pour Et que le vaste monde poursuive sa course folle (Let the Great World Spin)
- 2010 : Jaimy Gordon pour Lord of Misrule (non traduit)
- 2011 : Jesmyn Ward pour Bois Sauvage (Salvage the Bones)
- 2012 : Louise Erdrich pour Dans le silence du vent (The Round House)
- 2013 : James McBride pour L'Oiseau du Bon Dieu (The Good Lord Bird)
- 2014 : Phil Klay pour Fin de mission (Redeployment)
- 2015 : Adam Johnson pour La Chance vous sourit (Fortune Smiles)
- 2016 : Colson Whitehead pour Underground Railroad (The Underground Railroad)
- 2017 : Jesmyn Ward pour Le Chant des revenants (Sing, Unburied, Sing)
- 2018 : Sigrid Nunez pour L'Ami (The Friend)
- 2019 : Susan Choi pour Exercice de confiance (Trust Exercise)
- 2020 : Charles Yu (en) pour   Chinatown, intérieur (Interior Chinatown)
- 2021 : Jason Mott (en) pour L'Enfant qui voulait disparaître (Hell of a Book)
- 2022 : Tess Gunty pour  Écoutez-moi jusqu'à la fin (The Rabbit Hutch)
- 2023 : Justin Torres pour  Blackouts (Blackouts)
- 2024 : Percival Everett pour  James

### Non fiction
- 1950 : Ralph L. Rusk pour Ralph Waldo Emerson (livre sur Ralph Waldo Emerson)
- 1951 : Newton Arvin pour Herman Melville (livre sur Herman Melville)
- 1952 : Rachel Carson pour The Sea Around Us
- 1953 : Bernard DeVoto pour The Course of Empire
- 1954 : Bruce Catton pour A Stillness at Appomattox
- 1955 : Joseph Wood Krutch pour The Measure of Man
- 1956 : Herbert Kubly pour An American in Italy
- 1957 : George F. Kennan pour Russia Leaves the War
- 1958 : Catherine Drinker Bowen pour The Lion and the Throne (article sur Edward Coke)
- 1959 : J. Christopher Herold pour Mistress to an Age: A Life of Madame de Staël
- 1960 : Richard Ellmann pour James Joyce (sur James Joyce)
- 1961 : William L. Shirer pour Le troisieme reich - des origines a la chute
- 1962 : Lewis Mumford pour La Cité à travers l’Histoire
- 1963 : Leon Edel pour Henry James Vol. II & III
- 1969 : Norman Mailer pour Les Armées de la nuit
- 1970 : Lillian Hellman pour An Unfinished Woman: A Memoir
- 1971 : Francis Steegmuller pour Cocteau: A Biography
- 1972 : Charles Rosen pour The Classical Style: Haydn, Mozart, Beethoven
- 1973 : Arthur M. Wilson pour Diderot
- 1974 : Pauline Kael pour Deeper into Movies
- 1975 : Roger Shattuck pour Marcel Poust (ex aequo) Lewis Thomas pour The Lives of a Cell: Notes of a Biology Watcher
- 1976 : Paul Fussell pour The Great War and Modern Memory
- 1984 : Robert V. Remini pour Andrew Jackson & the Course of American Democracy, 1833-1845 (article sur Andrew Jackson)
- 1985 : J. Anthony Lukas pour Common Ground: A Turbulent Decade in the Lives of Three American Families
- 1986 : Barry Lopez pour Arctic Dreams
- 1987 : Richard Rhodes pour The Making of the Atomic Bomb
- 1988 : Neil Sheehan pour A Bright Shining Lie: John Paul Vann and America in Vietnam (article sur John Paul Vann)
- 1989 : Thomas Friedman pour From Beirut to Jerusalem
- 1990 : Ron Chernow pour The House of Morgan: An American Banking Dynasty and the Rise of Modern Finance
- 1991 : Orlando Patterson pour Freedom
- 1992 : Paul Monette pour Becoming a Man: Half a Life Story
- 1993 : Gore Vidal pour United States: Essays 1952-1992
- 1994 : Sherwin B. Nuland pour How We Die: Reflections on Life's Final Chapter
- 1995 : Tina Rosenberg pour The Haunted Land: Facing Europe's Ghosts After Communism
- 1996 : James P. Carroll pour An American Requiem: God, My Father, and the War that Came Between Us
- 1997 : Joseph J. Ellis pour American Sphinx: The Character of Thomas Jefferson
- 1998 : Edward Ball pour Slaves in the Family
- 1999 : John W. Dower pour Embracing Defeat: Japan in the Wake of World War II
- 2000 : Nathaniel Philbrick pour In the Heart of the Sea: The Tragedy of the Whaleship Essex
- 2001 : Andrew Solomon pour Le Diable intérieur : anatomie de la dépression
- 2002 : Robert Caro pour Master of the Senate: The Years of Lyndon Johnson
- 2003 : Carlos Eire pour Waiting for Snow in Havana: Confessions of a Cuban Boy
- 2004 : Kevin Boyle pour Arc of Justice: A Saga of Race, Civil Rights, and Murder in the Jazz Age
- 2005 : Joan Didion pour L'Année de la pensée magique
- 2006 : Timothy Egan pour The Worst Hard Time: The Untold Story of Those Who Survived the Great American Dust Bowl
- 2007 : Tim Weiner pour Legacy of Ashes: The History of the CIA
- 2008 : Annette Gordon-Reed pour The Hemingses of Monticello: An American Family
- 2009 : T. J. Stiles pour The First Tycoon: The Epic Life of Cornelius Vanderbilt
- 2010 : Patti Smith pour Just Kids
- 2011 : Stephen Greenblatt pour The Swerve: How the World Became Modern
- 2012 : Katherine Boo pour  Annawadi : vie, mort et espoir dans un bidonville de Mumbai
- 2013 : George Packer pour L'Amérique défaite : Portraits intimes d'une nation en crise
- 2014 : Evan Osnos (en) pour Age of Ambition
- 2015 : Ta-Nehisi Coates pour Une colère noire
- 2016 : Ibram X. Kendi pour Stamped from the Beginning : The Definitive History of Racist Ideas in America
- 2017 : Masha Gessen pour The Future is History: How Totalitarism Reclaimed in Russia
- 2018 : Jeffrey C. Stewart pour The New Negro: The Life of Alain Locke
- 2019 : Sarah M. Broom pour The Yellow House
- 2020 : Tamara Payne et Les Payne pour The Dead Are Arising: The Life of Malcolm X
- 2021 : Tiya Miles (en) pour  All That She Carried: The Journey of Ashley’s Sack, a Black Family Keepsake

### Poésie
- 2000 : Lucille Clifton pour Blessing the Boats: New and Collected Poems
- 2001 : Alan Dugan (en) pour Poems Seven: New and Complete Poetry
- 2002 : Ruth Stone (en) pour In the Next Galaxy
- 2003 : C. K. Williams pour The Singing
- 2004 : Jean Valentine (en) pour Door in the Mountain: New and Collected Poems, 1965-2003
- 2005 : W. S. Merwin pour Migration: New and Selected Poems
- 2006 : Nathaniel Mackey pour Splay Anthem
- 2007 : Robert Hass pour Time and Materials (Temps et Matériaux)
- 2008 : Mark Doty (en) pour Fire to Fire: New and Selected Poems
- 2009 : Keith Waldrop pour Transcendental Studies: A Trilogy
- 2010 : Terrance Hayes pour Lighthead
- 2011 : Nikky Finney (en) pour Head Off & Split: Poems
- 2012 : David Ferry (en) pour Bewilderment: New Poems and Translations (Confusion : Nouvelles poésies et traductions)
- 2013 : Mary Szybist pour Incarnadine
- 2014 : Louise Glück pour Faithful and Virtuous Night (Nuit de foi et de vertu)
- 2015 : Robin Coste Lewis pour Voyage of the Sable Venus (en)
- 2016 : Daniel Borzutzky (en) pour  The Performance of Becoming Human (en) (La Performance de devenir humain)
- 2017 : Frank Bidart pour Half-light: Collected Poems 1965-2016 (en) (Demi-jour : Poésies complètes 1965-2016)
- 2018 : Justin Phillip Reed (en) pour Indecency (Indécence)
- 2019 : Arthur Sze pour Sight Lines (en)
- 2020 : Don Mee Choi (en) pour DMZ Colony
- 2021 : Martín Espada (en) pour Floaters

### Littérature traduite

#### Première époque
1967-1983 : œuvres fictionnelles seulement, d'auteurs contemporains ou non.
- 1967 (prix partagé) :
  - Julio Cortázar (1914-1984) pour  Hopscotch (Marelle), traduction de l'espagnol (Argentine) par Gregory Rabassa (en)
  - Giacomo Casanova (1725-1798) pour History of My Life  (Histoire de ma vie) (tome 1 de 6), traduite du français par Willard Trask
- 1968 : Søren Kierkegaard (1813-1855) pour Journals and Papers  (tome 1 de 7), traduits du danois par Howard et Edna Hong
- 1969 : Italo Calvino (1923-1985) pour Cosmicomics (en), traduction de l'italien par William Weaver
- 1970 : Céline (1894-1961) pour Castle to Castle (D'un château l'autre), traduit du français par Ralph Manheim (en)
- 1971 (prix partagé) :
  - Bertolt Brecht (1898-1956) pour Saint Joan of the Stockyards (Sainte Jeanne des Abattoirs), traduite de l'allemand par Frank Jones
  - Yasunari Kawabata (1914-1979) pour The Sound of the Mountain (Le Grondement de la montagne ), traduit du japonais par Edward Seidensticker
- 1972 : Jacques Monod (1910-1976) pour Chance and Necessity (Le Hasard et la Nécessité), traduction du français par Austryn Wainhouse (en)
- 1973 : Virgile (70-19 av. J.-C.) pour The Aeneid of Virgil (L'Énéide), traduit du latin par Allen Mandelbaum
- 1974 (prix partagé) :
  - Dame Nijō (1258-après 1307) pour The Confessions of Lady Nijo, traduites du japonais par Karen Brazell
  - Octavio Paz (1914-1998) pour Alternating Current, traduit de l'espagnol (Mexique) par Helen Lane
  - Paul Valéry (1871-1945) pour Monsieur Teste, traduit du français par Jackson Matthews
- 1975 : Miguel de Unamuno (1864-1936) pour The Agony of Christianity (L’Agonie du christianisme) et Essays on Faith, traduits de l'espagnol par Anthony Kerrigan
- 1976 : non décerné
- 1977 : Maître Tung (en) (1916–1975) pour Western Chamber Romance, traduit du mandarin dialectal par Li-Li Ch'en
- 1978 : Uwe George (en) (né en 1940) pour In the Deserts of This Earth, traduit de l'allemand par Richard et Clara Winston
- 1979 : César Vallejo (1892-1938) pour The Complete Posthumous Poetry, traduit de l'espagnol (Espagne) par Clayton Eshleman et José Rubia Barcia
- 1980 (prix partagé) :
  - Cesare Pavese (1908-1950) pour Hard Labor, traduit de l'italien par William Arrowsmith
  - Ossip Mandelstam (1891-1938) pour Complete Critical Prose and Letters, traduites du russe par Jane Gary Harris et Constance Link
- 1981 (prix partagé) :
  - Gustave Flaubert (1821-1880) pour The Letters of Gustave Flaubert (Les Lettres de Gustave Flaubert), traduites du français par Francis Steegmuller (en)
  - Arno Schmidt (1914-1979) pour Evening Edged in Gold, traduit de l'allemand par John E. Woods
- 1982 (prix partagé) :
  - Ichiyō Higuchi (1872-1896) pour In the Shade of Spring Leaves, traduit du japonais par Robert Lyons Danly
  - Man'yōshū, anthologie de poésie japonaise classique (vers 760), The Ten Thousand Leaves, traduite du japonais par Hideo Levy
- 1983 : Charles Baudelaire (1821-1867) pour Les Fleurs du mal, traduites du français par Richard Howard
- 1984 - 2017 : non décerné

#### Seconde époque
Depuis 2018 : œuvres de fiction ou non, auteurs et traducteurs devant être vivants au début du processus de sélection.
- 2018 : Yōko Tawada pour The Emissary, traduit du japonais par Margaret Mitsutani
- 2019 : László Krasznahorkai pour Baron Wenckheim’s Homecoming, traduction du hongrois par Ottilie Mulzet
- 2020 : Miri Yū pour Tokyo Ueno Station (Sortie parc, gare d'Ueno), traduit du japonais par Morgan Giles
- 2021 : Elisa Shua Dusapin pour Winter in Sokcho (Hiver à Sokcho), , traduit du français par Aneesa Abbas Higgins

### Pour l'ensemble de son œuvre
- 1978 (prix spécial) : S.J. Perelman
- 1988 : Jason Epstein (en)
- 1989 : Daniel J. Boorstin
- 1990 : Saul Bellow
- 1991 : Eudora Welty
- 1992 : James Laughlin
- 1993 : Clifton Fadiman (en)
- 1994 : Gwendolyn Brooks
- 1995 : David McCullough
- 1996 : Toni Morrison
- 1997 : Studs Terkel
- 1998 : John Updike
- 1999 : Oprah Winfrey
- 2000 : Ray Bradbury
- 2001 : Arthur Miller
- 2002 : Philip Roth
- 2003 : Stephen King
- 2004 : Judy Blume
- 2005 : Norman Mailer
- 2006 : Adrienne Rich
- 2007 : Joan Didion
- 2008 : Maxine Hong Kingston
- 2009 : Gore Vidal
- 2010 : Tom Wolfe
- 2011 : John Ashbery
- 2012 : Elmore Leonard
- 2013 : E. L. Doctorow
- 2014 : Ursula K. Le Guin
- 2015 : Don DeLillo
- 2016 : Robert Caro
- 2017 : Annie Proulx
- 2018 : Isabel Allende
- 2019 : Edmund White
- 2020 : Walter Mosley
- 2021 : Karen Tei Yamashita

### Littérature jeunesse (Young People's Literature)
- 1996 : Victor Martinez pour Parrot in the Oven: Mi Vida
- 1997 : Han Nolan pour Dancing on the Edge
- 1998 : Louis Sachar pour Le Passage (Holes)
- 1999 : Kimberly Willis Holt pour When Zachary Beaver Came to Town
- 2000 : Gloria Whelan pour Homeless Bird
- 2001 : Virginia Euwer Wolff pour True Believer
- 2002 : Nancy Farmer pour La Maison du Scorpion (The House of the Scorpion)
- 2003 : Polly Horvath pour The Canning Season
- 2004 : Pete Hautman pour Godless
- 2005 : Jeanne Birdsall pour The Penderwicks: A Summer Tale of Four Sisters, Two Rabbits, and a Very Interesting Boy
- 2006 : Matthew Tobin Anderson pour The Astonishing Life of Octavian Nothing, Traitor to the Nation, Volume I: The Pox Party
- 2007 : Sherman Alexie pour Le Premier qui pleure a perdu (The Absolutely True Diary of a Part-Time Indian)
- 2008 : Judy Blundell pour Ce que j'ai vu et pourquoi j'ai menti (What I Saw and How I Lied)
- 2009 : Phillip Hoose pour Claudette Colvin: Twice Toward Justice
- 2010 : Kathryn Erskine pour Mockingbird
- 2011 : Thanhha Lai pour Inside Out & Back Again
- 2012 : William Alexander pour Goblin Secrets
- 2013 : Cynthia Kadohata pour The Thing About Luck
- 2014 : Jacqueline Woodson pour Brown Girl Dreaming
- 2015 : Neal Shusterman pour Le Goût amer de l'abîme (Challenger Deep)
- 2016 : Nate Powell, Andrew Aydin et John Lewis pour March : Book Three (premier comics à recevoir ce prix)
- 2017 : Robin Benway pour Far from the tree
- 2018 : Elizabeth Acevedo pour Signé Poète X (The Poet X)
- 2019 : Martin W. Sandler pour 1919 The Year That Changed America
- 2020 : Kacen Callender pour King and the Dragonflies
- 2021 : Malinda Lo pour Last Night at the Telegraph Club